# Höninger Lateinschule
Die Höninger Lateinschule war ein humanistisches Zentrum der Leininger Grafen, das im Bezirk des ehemaligen Augustiner-Chorherrenstifts St. Peter (Kloster Höningen) gegründet wurde. Die Schule existierte von 1573 bis 1630. 
Das Dorf Höningen, ein Ortsteil von Altleiningen, bildete sich seit dem 19. Jahrhundert um die Ruinen des Klosters und der Schule.

## Gründerzeit
Nachdem das Augustiner-Chorherrenstift in Höningen 1569 abgebrannt war, wandte sich Graf Philipp I. am 2. Mai des gleichen Jahres an seine Brüder Reinhard V. und Georg I. mit dem Vorschlag, die Güter und Gefälle des Klosters für eine Lateinschule zu verwenden. Er konnte sie von seiner Idee überzeugen und diese nach den notwendigen Renovierungen 1573 verwirklichen. In einer Urkunde vom 16. Juni bedauerte der 1527 geborene Graf die Einrichtungsverzögerung durch den Klosterbrand, weil sich „der leidig Sathan dißem längst gefassten Christlichen furhaben“ widersetzt habe. Zweck des „Christlichen furhabens“ war zum einen die Erziehung nach religiösen Idealen, denn „christliche Schulen sind die rechten Pflanzgärtlein Gottes, daraus sein Fruchtgarten mit jungen Bäumlein versehen wird.“ (Kirchenordnung von Leiningen-Hartenburg); zum anderen war eine Lateinschule auch ein humanistisches Zentrum zur Ausbildung neuer Lehrer, Pfarrer und Verwalter.
Man kann annehmen, dass im Leiningerland neben der Höninger Lateinschule einzelne Elementarschulen standen, wo Lesen, Schreiben, Singen und Religion den Unterricht bildeten. Die Lateinschule setzte gemäß den überlieferten Lehrplänen Lesen und Schreiben und somit den Besuch einer Elementarschule oder den Privatunterricht voraus. Die Landessprache wurde im Unterricht durch das Lateinische ersetzt, wobei auch Griechischkenntnisse vermittelt wurden. 
Nachdem Arnold II., der ehemalige Klostervorsteher und erste evangelische Pfarrer in Höningen aus Altersgründen nach Kirchheim versetzt wurde, übernahm Matthias Maurus die Aufgabe eines Pfarrers und Lehrers, der laut dem Geheimsekretär Schmitz „ein frommer und gelehrter junger Mann“ war. Im selben Jahr gelang es Philipp I., zwei weitere Lehrer, M. Theobald und Andreas Pfeiffer, anzuwerben, die in Straßburg ausgebildet worden waren. Als sie angestellt wurden, heiratete Maurus und war im nächsten Jahr bereits in Bissersheim tätig. Theobald wurde sein Nachfolger in Höningen und übernahm als Oberstufenleiter die von Maurus ein Semester lang vorgebildeten Schüler, während Andreas die neuen in der Unterstufe (Prima) übernahm. Bis 1612 waren in Höningen nicht mehr als zwei Lehrer gleichzeitig tätig. Der Leiter der Oberstufe (classis secunda) wurde „Pfarrer und Schulmeister“ genannt, der Leiter der Unterstufe (classis prima) „Mithelfer“, später „Collaborator“. Die Lehrer waren lutherische Theologen, mitunter Studenten. Ihre Anstellung wurde als Durchgangsposten betrachtet, mit dem sie die Zeit bis zur Übernahme einer einträglicheren Pfarreistelle überbrücken konnten. 
Trotzdem schien ein geordneter Schulbetrieb möglich, so dass die drei Grafenbrüder 1579 erneut einen Vertrag schlossen: Schule und Einkünfte sollten unangetastet bleiben. Von der Schulschaffnerei sollte jährlich Rechnung abgelegt werden. Graf Philipp behielt als Vogt die Aufsicht über die Schule.

## Gebote und Verbote
Das jährlich zu entrichtende Schulgeld von etwa 30 Gulden für Unterricht, Verpflegung und Wohnung war relativ hoch. Bei Verzicht auf Wein wurde es um 5 Gulden herabgesetzt. Begabte Schüler armer Eltern konnten ein Stipendium der Grafen erhalten.
Aufschluss über die Schülerzahlen geben einzelne Schülerverzeichnisse und Abrechnungen. Es war eine unausgesprochene Selbstverständlichkeit, dass keine Mädchen die Lateinschule besuchten. In den ersten Jahren entsprach der geringen Anzahl der Schüler ein ebenso begrenztes Einzugsgebiet; die Söhne von Bauern, Pfarrern, Lehrern oder Adeligen kamen vorwiegend aus dem Leiningerland (einschließlich Grünstadt und Umgebung). Der Abschluss einer Elementarschule war keine Voraussetzung für den Besuch einer Gelehrtenschule und niemand musste eine solche besucht haben, um studieren zu können. Wie die Prüfungen und Versetzungen sich vollzogen, ist unbekannt. Der Privatunterricht war in wohlhabenden Familien eine beliebte Alternative zum Besuch einer öffentlichen Elementar- oder Lateinschule.
Die Schüler begannen ihre Laufbahn meistens an Ostern, selten im Herbst. In Höningen kamen sie nach zwei bis drei Jahren von der „Prima“ in die „Secunda“ mit ähnlicher Dauer. Die Schulzeit wurde in Semester (Halbjahre) unterteilt, die jeweils unter der Oberaufsicht des Hofpredigers mit einer Prüfung abgeschlossen wurden. Nach dieser führten die Jungen ein lateinisches Drama auf, beispielsweise „Hildegardis“ von Frischlin, „Hagne“ oder „Colignius“ von Rhodius oder ein Stück von Terenz. Diese Sitte wurde unter anderem auch in Heidelberg oder Straßburg zum Üben des Lateinischen gepflegt. 
An der Schule galten folgende Gebote und Verbote (Übersetzung aus dem Lateinischen):
1. Das Morgengebet soll im Sommer um 5, im Winter um 6 Uhr,
2. das Abendgebet aber im Sommer um 8, im Winter um 7 Uhr gehalten werden, und dabei darf keiner ungestraft fehlen.
3. Der Unterricht muss mit Gebet eröffnet und geschlossen werden.
4. Vor und nach dem Essen soll immer ein Abschnitt aus der Heiligen Schrift gelesen werden.
5. Wer während des Essens trinken will, muss vorher elegante Verse laut aufsagen.
6. Kein Schüler darf ohne Erlaubnis des Lehrers aus dem Schulhof gehen.
7. Über das Betragen der Schüler soll im Allgemeinen und Besonderen gewacht werden.
8. Die Lehrer und Schüler sollen immer und überall lateinisch sprechen.
9. Nach dem Abendgebet sollen die Lehrer die Schlafstätte eines jeden Schülers untersuchen und keinem ein Licht gestatten.
10. Es soll weder einem Lehrer noch einem Schüler erlaubt sein, ohne Ermächtigung des Schaffners einen Gast zum Mittag- oder Abendessen mitzubringen.
11. Es soll auch keinem Lehrer gestattet sein, auf eine Reise einen Schüler mitzunehmen und ihn dadurch vom Lernen abzuhalten.
12. Die Lehrer sollen den Schülern nicht erlauben, Märkte oder Kirchweihen zu besuchen außer mit ausdrücklicher Genehmigung der Eltern.
13. Da jährlich zwei Prüfungen gehalten und Beförderungen vorgenommen werden, sollen sich die Lehrer bemühen, in jedem Halbjahr den vorgeschriebenen Unterrichtsstoff zu erledigen und denselben zwei oder drei Wochen vor der Prüfung mit den Schülern zu wiederholen.

Ein Lehrplan aus der Zeit von 1590 bis 1600 unterstrich den religiösen Charakter der Lehranstalt. Er wies für Mittwoch und Samstag vier, ansonsten ein- bis zweistündige Lektionen auf, von denen drei vormittags, die anderen nachmittags gelegt waren. Gelehrt wurden Katechismus und Psalmensingen / Musik, Griechisch- und Lateingrammatik, in der Unterstufe speziell Cato und Ciceros Briefe, in der Oberstufe Ciceros Reden, Plutarchs Büchlein über die Erziehung (in griechischer Sprache), Arithmetik (Rechnen) und Dialektik.
Neben dem Lektionsverzeichnis wiesen auch die Unterstufenbezeichnung „classis prima“ und die Verwendung der Württembergischen Latein-Grammatik auf einen starken Einfluss der Württembergischen Schulordnung von 1559 hin. Ohne für das Collegium Henninganum offiziell verbindlich zu sein, gewährte sie einen klaren Einblick in das streng reglementierte Zusammenleben in einer Lateinschule des 16. Jahrhunderts und in das ideale Selbstverständnis der Lehrer. So galt nach ihr u. a. Folgendes: Der Schüler war verpflichtet, seine Wohnung zu reinigen. Die Betten sollten früh morgens hergerichtet und eventuell zum Waschen gegeben werden. Damit die Lehrer die Wohnungen der Schüler, wo auch die Hausaufgaben erledigt wurden, zu jeder Zeit kontrollieren konnten, richteten sie ihre eigenen Zimmer bei den Schüler-Schlafzimmern (in Höningen im ehemaligen Kloster-Dormitorium) ein. Der Schüler musste sich für das Verlassen des Schulgeländes eine Erlaubnis einholen. Von den Arbeitsplätzen der Bediensteten musste er sich ganz fernhalten, damit niemand in seiner Arbeit beeinträchtigt wurde. Jeder war dazu verpflichtet, einen Regelverstoß seitens der Mitschüler sofort dem Lehrer zu melden. Wurde ein Versäumnis darin nachgewiesen, drohte den Betroffenen dieselbe Strafe: Weinentzug, Kerkerhaft oder Prügelstrafe mit einer Rute.
Mit ihrem Gelöbnis („Promission der Klöster-Preceptorum“) achteten die Lehrer darauf, mit Maß und „mit keinem giftigen Zorn“ die Schulordnung aufrechtzuerhalten. Sie betrachteten ihren Beruf als ein „hoch, thewr, und von Gott geordnet Ampt“, als ein Mittel, „die Jugend mit der Lehr, und Gottesforcht, zu Erhaltung des Predigammpts, und guten Regiments zu befördern, und aufzuziehen“. Sie sollen mit einem „züchtigen, erbarn, nüchtern Leben“ ein Vorbild für ihre Schüler darstellen, den Unterricht fleißig gestalten, den Gottesdienst nicht versäumen, und mit ihren Schülern Latein sprechen. Der Schulleiter verstand sich als Erster Präzeptor und die Zweiten Präzeptoren als Hilfskräfte in „geistlichen“ Angelegenheiten. Von ihm mussten sich die anderen Lehrer die Erlaubnis für das Verlassen des Schulgeländes einholen. Sein Titel „Prelat“ entsprach nicht zufällig demselben eines Klostervorstehers. 
Nach dem Besuch der Höninger Lateinschule konnten die Stipendiaten auf Kosten der Schule in Heidelberg, Straßburg oder Tübingen die Universität besuchen. Um zu sehen, ob sich die Stipendienvergabe tatsächlich lohnte, beantragte Graf Ludwig von Leiningen-Westerburg 1617 von den Straßburger Professoren die Ausstellung einzelner „Fleiß- und Sittenzeugnisse“.

## Versorgungsgrundlage der Schule
Für die Haushaltung der Schule waren der Schaffner (Oeconomicus) und seine Frau mit weiteren Bediensteten – darunter auch Koch, Bäcker, Magd und Hirte – zuständig, welche zusammen der gräflichen Kanzlei unterstanden. Umfang und Art der zuvor für das Kloster bestimmten Geld- und Naturalieneinkünfte als Zins-, Pacht- oder Zehntleistung wurden beispielsweise in den Abrechnungen des Schaffners Peter Hilderich von 1578 und 1581 deutlich. Solche Gefälle stammten gänzlich aus den überwiegend Leiningischen Dörfern, die noch mit klösterlichen Anrechten belastet waren. Das Schulgeld deckte die Geldeinnahmen beispielsweise im Jahr 1578 zu einem Fünftel ab. (Für die zehn Schüler wurden insgesamt etwa 300 Gulden gezahlt. Die Gesamteinnahme an Geld betrug 1358 Gulden.) Die Ausgaben wurden nicht nur für die Versorgung der Schulbewohner bzw. -angestellten aufgewandt, sondern auch für die Altersversorgung ehemaliger Klosterbrüder, die noch in Höningen lebten, sowie für die Mitfinanzierung von Pfarrer-Gehältern ehemaliger Chorherren, die nun als lutherische Seelsorger arbeiteten. Die Überschüsse oder Restbeträge fielen bis 1622 in ganzer Höhe den Leininger Grafen zu.
Im Jahr 1588 konsumierte das „Kloster“ 11 Fuder 1 Ohm 3 Viertel (entspricht ca. 10 750 l) Wein als Zehnt-, Pacht- oder Zinsleistung aus etlichen Leininger Dörfern, hauptsächlich von den Dackenheimer und Herxheimer Gewächsen. Es musste sich dabei um 56 verköstigte Personen handeln, von denen nach Untersuchung durch die Kanzlei 21 Leute unrechtmäßig – als unnötig Bedienstete – versorgt wurden. Schülern (oder Stipendiaten), Lehrern und Bediensteten stand täglich etwa 1/3 l des Rebensafts zu. Das Bier wurde vor Ort aus den Gersteneinnahmen hergestellt und als Eigenproduktion nicht dokumentiert.
Im „Ganerbenwald“ durfte Bau- und Brennholz zum eigenen Verbrauch, nicht jedoch zum Verkauf oder Handel gefällt werden. Der von einem Förster bewirtschaftete „Höninger Wald“, auch Schulwald genannt, hatte sich aus dem klösterlichen „Kriegholz“ entwickelt und umfasste etwa 345 ha. Als echter Besitz der Schule war dessen Nutzung unbeschränkt.
Das hiesige Hofgut von 127 ha entsprach einem Bauernhof mit Wiesen, Äckern und Weihern und stellte eine ergiebige Einkommensquelle dar, die in den Rechnungen Hilderichs unberücksichtigt blieb. Nur der in Erlös umgewandelte Überschuss wurde angegeben, der in seiner ungeschmälerten Gesamtheit den Grafen viel mehr einbringen würde. Die nachgewiesenen Unterschlagungen nutzte der Westerburger Neffe des Schulgründers, Graf Albrecht Philipp, als Anlass, gegen die Schule vorzugehen, um wenigstens ein Drittel ihres Vermögens zu erlangen.

## Seuche und Habgier
Nachdem 1582 ein Lehrer an einer Seuche gestorben war, die für mehrere Monate den Unterricht lahmlegte, besetzte Albrecht Philipp 1595 die Gebäude mit Trompetern und Fechtmeistern. Mit Misshandlung der Angestellten und dem Versuch, die Lehrer aus ihrem Dienst zu entlassen und die Schüler nach Hause zu schicken, führte er fast das Ende des Collegium Henninganum herbei, doch sein Onkel Philipp bewog ihn zu einem Vergleich, der am 21. Juni schriftlich fixiert wurde: Die drei gräflichen Linien sollten drei Stipendiaten unterhalten und das Kostgeld der Schüler sollte sich nach dem Bedürfnis der Schule richten. Weil Philipp I. zu viel der Überschüsse eingezogen hatte, bekamen die Westerburger und Schaumburger Linie je 100 Malter Korn und drei Fuder Wein. Nach Überprüfung der Schaffnerei-Rechnung sollten die angefallenen Überschüsse gleichmäßig zwischen den Grafenhäusern aufgeteilt werden. Es wurde ein gemeinschaftlich verpflichteter Schaffner eingestellt, der wöchentlich Rechnung ablegen sollte.

## Aufschwung
Von 1595 bis 1601 wirkte hier der Späthumanist und Dichter Theodor Rhodius († 1625) als Lehrer. 1602 bis 1606 und 1610 bis 1626 war Paul Wenzel Pfarrer und Schulmeister in Höningen. In seiner zweiten Amtszeit richtete er eine dritte „Klasse“ – die Suprema – ein, um die Schüler besser auf die Universität vorzubereiten. Er lenkte mit einem neuen Lehrplan die Entwicklung des Unterrichts von der scholastisch-klösterlichen Tradition zu einem freieren Humanismus, indem er die Palette der Klassiker erweiterte. Dazu gehörten die Aeneis von Vergil, Paedagogia von Plutarch, De senectute (über das Greisenalter) und De amicitia (über die Freundschaft) von Cicero, sowie Schriften von Horaz, Hesiod und Homer. Rhetorik, Prosodik und Metrik förderten die Schulung der sprachlichen Fähigkeiten. Zudem wurden neu konzipierte Bücher für den Grammatik- und Religionsunterricht genutzt.
Für diese Zeit sind steigende Schülerzahlen dokumentiert. Die Jungen kamen aus dem Pfrimm-, Eis- und Eckbachtal, von Glan, Nahe und Rhein, aus dem Leiningerland, der Hagenauer und Oberbronner Gegend im Elsass, aus Kurpfalz, Hessen und anderen Gebieten. 1615 ließ Graf Ludwig als Vogt die alten Schulgebäude renovieren und aus Platzmangel einen neuen Schulbau mit Lehrerwohnungen errichten. An der Westseite der ehemaligen Klosterkirche wurde ein Treppenturm errichtet.

## Ende und Ausblick
Kurze Zeit nach Beginn des Dreißigjährigen Kriegs im Mai 1618 besetzten die katholisch-kaiserlichen Spanier die linksrheinischen Gebiete der Pfalz. 1621 überfiel ein umherschweifender Trupp der Besatzer Höningen und tötete den Schaffner Joh. Jakob Diterich, dem zu Ehren ein Gedenkstein gemeißelt wurde. 1626 wurde ebenfalls von spanischen Soldaten ein Schüler erschossen. Aufgrund des Krieges endete der Schulbetrieb 1630.
Nur Schaffner und Bedienstete in der Landwirtschaft hatten hier noch ihre Wohnung, um die Höninger Gefälle zu verwalten. Diese dienten noch im Jahr 1650 – zwei Jahre nach offiziellem Kriegsende – zur Befriedigung schwedischer Forderungen an die Nachkommen Philipps I., die später noch einen Teil der Einnahmen zur Stipendienvergabe nutzten. Der Katholik Philipp Ludwig wollte die Gefälle einer Klosterstiftung zuführen, jedoch wurde er von seiner Familie daran gehindert. Als er 1705 kinderlos starb, trat die Schaumburger Linie sein Erbe an. 1729 setzte Georg Hermann nach fast 100-jähriger Ruhephase den Schulbetrieb in Grünstadt fort. Aus der neu gegründeten Lateinschule ging das Leininger-Gymnasium in Grünstadt hervor.